# Seven (песня)
«Seven» (стилизовано строчными буквами) — песня американской певицы Тейлор Свифт, вышедшая 24 июля 2020 года на лейбле Republic Records и вошедшая в её восьмой студийный альбом Folklore. Свифт написала «Seven» вместе с её продюсером, Аароном Десснером. С лирической точки зрения песня изображает семилетнюю Свифт, неспособную понять эмоциональное и физическое насилие со стороны своего друга детства. В музыкальном плане это ностальгическая фолк-песня с использованием фортепиано, акустической гитары, скрипки и ударных.
После выхода альбома Folklore трек «Seven» дебютировал под номером 35 в Billboard Hot 100 и на седьмом месте в Hot Rock & Alternative Songs и Rolling Stone Top 100 одновременно с 15 другими песнями альбома. Он также вошёл в списки 30 лучших хитов в Австралии, Канаде, Малайзии и Сингапуре. Песня получила признание критиков за экспериментальное звучание и интроспективный лиризм.

## Композиция
В лирическом плане песня «представляет собой повествование о невиновности ребёнка и жестоком обращении». В песне подробно рассказывается история юной Свифт, неспособной смириться с необходимостью стать свидетелем того, как друг детства страдает от физических побоев со стороны родителей. Песня переключается между использованием прошедшего и настоящего времени. Музыкально песня построена в тональности ми мажор с темпом 95 ударов в минуту. Вокал Свифт изменяется от Ми3 до Си4. Песню сравнивают с синглом Свифт 2011 года «Safe & Sound» и её благотворительным синглом 2012 года «Ronan».

## Отзывы
«Seven» получила признание критиков за интроспективное и ностальгическое повествование. Ребекка Карпен из PopMatters назвала песню «душераздирающей» и похвалила «шокирующий» рассказ о том, что юная Свифт не может понять жестокого обращения, которому подвергается её подруга, сославшись на то, что она заставила её «плакать посреди 4-й авеню среди бела дня». Джон Караманика из The New York Times охарактеризовал песню как «интригующую» и похвалил «неземной блеск» вокала и экспериментов с вариациями тона. Обзор Роба Шеффилда из Rolling Stone одобрил поворот Свифт от её традиционного автобиографического повествования, вместо этого отдав предпочтение тому, чтобы «позволить этим персонажам рассказывать свои собственные истории». В обзоре, опубликованном в The Guardian, Лаура Снейпс описала картину, изображённую в «Seven» и самооценку, которую она отражает как «разрушительную». Музыкальный журналист Роберт Кристгау из And It Don’t Stop предпочёл молодёжные темы «Seven» более зрелым песням в альбоме. Макс Хейлман из журнала Riff Magazine похвалил инди-фолк-подход Свифт к повествовательной и вокальной динамике «Seven» и «August». Другие обозреватели хвалили лирические строки «Тогда тебе не придётся плакать / или прятаться в шкафу» за намёк на странность её подруги.
Несколько критиков указали на эту песню как на изюминку альбома: Ройсон О’Коннор выбрала её как «самую трогательную песню в альбоме». Признавая драматический поворот Свифт в её предыдущей поп-музыке, Джоди Розен из Los Angeles Times описала «Seven» как основной ностальгический трек, сравнив его с её более ранними работами, повествующими о детской дружбе. Розен выбрала его как «возможно, самый красивый момент в альбоме» и выделила феминистские темы в тексте «Прежде, чем я научился вежливости / Я свирепо кричал / В любое время, когда хотел». На круглом столе критиков National Public Radio Энн Пауэрс выбрала «Seven» как выдающийся трек альбома Folklore, утверждая, что он определил основную сеть памяти Folklore. Как и Розен, она похвалила созданный Свифт поворот ностальгии по детству, частую тему в её работах. Калли Альгрим и Кортни Ларокка из Insider выбрали «Seven» среди семи лучших треков в альбоме и назвали его ностальгический текст «чистой причудливой магией», сравнив припев с «рюмкой эспрессо». Райан Лис из Stereogum описал, что она «уравновешивала [его] после каждого прослушивания», и назвал её своей 4-й любимой песней 2020 года.

## Коммерческий успех
В США песня «Seven» достигла 35-го места в чарте Billboard Hot 100. Кроме того, песня достигла седьмой позиции в рок-чарте Hot Rock & Alternative Songs. Песня также вошла в топ-20 в Австралии, Малайзии и Сингапуре.

## Использование в СМИ
Песня «Seven» звучит во время заключительных титров фильма 2022 года «Летний отдых» о совершеннолетии подростков.

## Участники записи
По данным Tidal.
- Тейлор Свифт — вокал, автор
- Аарон Десснер — автор, продюсер, звукозапись, акустическая гитара, бас, программирование ударных, перкуссия, фортепиано, синтезатор
- JT Bates — ударные, звукозапись
- Брюс Десснер — оркестровка
- Брайан Девендорф — программирование ударных, звукозапись
- Кларис Йенсен — виолончель, звукозапись
- Джонатан Лоу — звукоинженер, микширование
- Рэнди Меррилл — мастеринг
- Кайл Резник — звукоинженер
- Юки Нумата Резник — скрипка, альт

## Чарты
| Чарт (2020)                                  | Высшая позиция |
| -------------------------------------------- | -------------- |
| Австралия (ARIA)                             | 16             |
| Канада (Billboard Canadian Hot 100)          | 26             |
| Малайзия (RIM)                               | 20             |
| Португалия (AFP)                             | 112            |
| Сингапур (RIAS)                              | 17             |
| Швеция (Heatseeker, Sverigetopplistan)       | 13             |
| Великобритания (OCC UK Audio Streaming)      | 32             |
| США (Billboard Hot 100)                      | 35             |
| США (Billboard Hot Rock & Alternative Songs) | 7              |
| США (Rolling Stone Top 100)                  | 7              |

| Чарт (2020)                                   | Позиция |
| --------------------------------------------- | ------- |
| США (Hot Rock & Alternative Songs, Billboard) | 37      |

## Сертификации
| Регион                                                                      | Сертификация | Продажи |
| --------------------------------------------------------------------------- | ------------ | ------- |
| Австралия (ARIA)                                                            | Платиновый   | 70 000  |
| Великобритания (BPI)                                                        | Серебряный   | 200 000 |
| Данные о продажах + прослушиваниях приведены только на основе сертификации. |              |         |